# Gymnasium Reutershagen
Das Gymnasium Reutershagen ist ein städtisches Gymnasium im Rostocker Stadtteil Reutershagen. Es trägt den Titel Europaschule und ist eine der Leitschulen für die Förderung hochbegabter Kinder in Mecklenburg-Vorpommern. Die Schule besuchen rund 600 Schüler.

## Geschichte
Das Gymnasium Reutershagen wurde 1991 gegründet. 1992 wurde der Schulverein ins Leben gerufen. Seit 1998 trägt die Schule den Titel Europaschule, zudem wurde in diesem Jahr mit dem Aufbau eines Förderzweiges für Hochbegabte begonnen.
Ab 2003/04 fungierte das Gymnasium als offene Ganztagsschule, nach erforderlichen Umbauarbeiten ist es seit dem Schuljahr 2016/17 eine teilweise gebundene Ganztagsschule.
Im Schuljahr 2015/16 wurde das Bauprojekt Plus-Energie-Schule abgeschlossen, seitdem gehört die Schule zu den energietechnisch modernsten Schulen Deutschlands.

## Angebote

### Hochbegabtenförderung
Das Gymnasium Reutershagen ist Leitschule für die Förderung hochbegabter Kinder im Schulamtsbereich Rostock. Unter anderem wird ein Juniorstudium an der Universität Rostock angeboten, zudem gibt es eine Zusammenarbeit mit zahlreichen anderen wissenschaftlich-technischen Einrichtungen und Vereinen der Region.

### Wettbewerbe
Das Gymnasium ist vor allem mathematisch-naturwissenschaftlich orientiert und wurde als MINT-freundliche Schule ausgezeichnet. Die Schüler nehmen an zahlreichen nationalen und internationalen Wettbewerben teil. So konnten bereits Erfolge auf Landes- und Bundesebene errungen werden, beispielsweise als Landessieger bei Jugend forscht und Känguru der Mathematik oder mit Siegen auf Bundesebene beim BundesUmweltWettbewerb (2010 und 2013).

### Schüleraustausch und Fremdsprachen
Die Schule organisiert Schüleraustausche und wechselseitige Schulbesuche mit Partnerschulen in Spanien, Peru, Frankreich oder der Ukraine. Jährlich werden Fahrten nach England angeboten.
Als Fremdsprachen können die Schüler Englisch, Französisch, Latein, Spanisch und Chinesisch wählen.